# 宇佐美佑果
宇佐美 佑果（うさみ ゆか、1988年2月4日 - ）は、日本の起業家。テレビ朝日の元アナウンサー。

## 来歴

### 幼少期から学生時代
- 東京都出身。日本で出生して、アメリカ合衆国、イギリス、ドイツで暮らす[2]。小学4年生で日本へ帰国[2]。小学5年生の頃に『全国英語スピーチコンテスト』で環境問題についてスピーチをする[2]。
- 中学時代にチリ[2]へ引っ越して、15年間を外国で過ごした。慶應義塾湘南藤沢高等部を卒業後、慶應義塾大学総合政策学部に入学し2年次まで在学した。ルイス&クラーク大学国際関係学部に編入学し卒業。学生時代はテレビ朝日アスクのアナウンススクールに通っていた[3]。

### テレビ朝日に入社
- 2012年4月1日に入社し、人事部での研修を経て5月10日にアナウンス部へ配属[4]。アナウンス研修を経て7月24日からの『速報!甲子園への道』（朝日放送制作、関東ローカルパート）にて、同期の久冨慶子と共にアナウンサーデビューを果たした。
- 2012年10月に日曜未明に放送していた『ANN NEWS&SPORTS』土曜版が『ポータル ANNニュース&スポーツ』に変わったことを機に、ニュース担当キャスターに抜擢された[5]。担当期間中には、ニュース特集の取材にも携わっていた。海外での生活が長かったことから、2014年4月からスポーツ担当キャスターへ異動したことを機に、英語圏や中南米出身のアスリートへのインタビュアーも務めた。
- 2013年、テレビ朝日開局55周年記念応援隊の若手女子アナウンサーユニット『ゴーちゃん。GIRLS』に、先輩の森葉子、青山愛、同期の久冨と共に参加した[6]。活動終了後の2014年4月以降は久冨が宇佐美から『ポータル ANNニュース&スポーツ』のニュース担当キャスターを引き継いだ。
- 2017年9月1日、アメリカの大学院への進学を目指しテレビ朝日を退社することを報告[7]。

### テレビ朝日を退社後
- 2018年9月、イギリスのサセックス大学大学院に進学し、2020年1月に修了[8]。

### 起業する
- 2020年6月、株式会社DEWを設立[8]。子供の頃からの夢[2]で、サステナブルな生活に役立つ日用品を取り扱うWebショップを立ち上げた[9]。

## 過去の出演番組
報道・情報番組
| 期間                   | 期間                   | 番組名                                | 役職                                     |
| ---------------------- | ---------------------- | ------------------------------------- | ---------------------------------------- |
| 2012年9月17日          | 2012年9月21日          | やじうまテレビ!                       | 上宮菜々子の夏期休暇代打（前半MC）       |
| 時期不明               | 2013年3月              | おやすみワイドショー 見逃しチャンネル | 『もぎたて情報フラッシュ』隔週担当       |
| 2012年10月             | 2014年3月              | ポータル ANNニュース&スポーツ         | ニュース担当キャスター                   |
| 2013年8月12日・8月19日 | 2013年8月12日・8月19日 | やべっちFC〜日本サッカー応援宣言〜    | 竹内由恵の夏期休暇代打（進行キャスター） |
| 2014年4月              | 2015年3月              | ポータル ANNニュース&スポーツ         | スポーツ担当キャスター                   |
| 2015年4月              | 2017年6月              | TOKYO応援宣言                         | MC                                       |
| 2015年10月             | 2016年12月             | いま世界は                            | キャスター                               |
| 2016年10月             | 2017年7月              | 原宿AbemaNews（AbemaTV〈AbemaNews〉） | 進行役                                   |

バラエティ・スポーツ関連番組・その他
- 速報!甲子園への道（朝日放送、関東ローカルパート、2012年7月25日 - 7月31日） - リポーター
- 第94回全国高等学校野球選手権大会中継（朝日放送、2012年8月） - 「燃えろ!ねったまアルプス」リポーター
- 骨太!ライオンズイズム2013（CSテレ朝チャンネル2、2013年）
- 林修先生の今やる!ハイスクール（2013年8月7日 - 9月25日）
- ゴーちゃん。GIRL'S TV（2013年4月5日 - 2014年3月21日）
- だんくぼ・彩（2013年10月2日 - 2014年3月26日）
- ドラマスペシャル 黒の斜面（2016年1月24日）
- GO!オスカル!X21（2013年4月6日 - 2016年9月24日）
- 林修の今でしょ!講座 - 進行（2014年4月8日 - 2017年7月25日）